# Gene Banks
Pour les articles homonymes, voir Banks.
Eugene Lavon "Gene" Banks, né le 15 mai 1959 à Philadelphie, Pennsylvanie, est un ancien joueur professionnel américain de basket-ball ayant évolué aux postes d'arrière ou d'ailier.
Après avoir passé sa carrière universitaire dans l'équipe des Blue Devils de Duke, il a été drafté en 28e position par les Spurs de San Antonio lors de la Draft 1981 de la NBA.